# Златни глобус за најбољи играни филм (мјузикл или комедија)
Златни глобус за најбољи играни филм (мјузикл или комедија) (енгл. Golden Globe Award for Best Motion Picture – Musical or Comedy) једна је од награда Златни глобус коју од 1951. додељује Холивудско удружење страних новинара (енгл. Hollywood Foreign Press Association).
Од 1944. године када су Златни глобуси први пут додељени постојала је једна награда за Најбољи играни филм, која је на додели 1951. подељена у две категорије у којима се додељује и данас - за најбољи мјузикл или комедију и за најбољу драму.

### 1951—1957
| Година | Добитници           |
| ------ | ------------------- |
| 1951.  | Американац у Паризу |
| 1952.  | Са песмом у срцу    |
| 1954.  | Кармен Џоунс        |
| 1955.  | Момци и девојке     |
| 1956.  | Краљ и ја           |
| 1957.  | Девојке             |

### 1958—1962
| Година | Комедија           | Мјузикл                 |
| ------ | ------------------ | ----------------------- |
| 1958.  | Теткица            | Жижи                    |
| 1959.  | Неки то воле вруће | Порги и Бес             |
| 1960.  | Апартман           | Песма без краја         |
| 1961.  | Већина од једног   | Прича са западне стране |
| 1962.  | Визонска бунда     | Музичар                 |

### 1963—1969
| Година | Добитници              |
| ------ | ---------------------- |
| 1963.  | Том Џоунс              |
| 1964.  | Моја лепа госпођице    |
| 1965.  | Моје песме, моји снови |
| 1966.  | Руси долазе            |
| 1967.  | Дипломац               |
| 1968.  | Оливер!                |
| 1969.  | Тајна Санта Виторије   |

### 1970-e
| Година | Добитници           |
| ------ | ------------------- |
| 1970.  | Меш                 |
| 1971.  | Виолиниста на крову |
| 1972.  | Кабаре              |
| 1973.  | Амерички графити    |
| 1974.  | Затворски круг      |
| 1975.  | Златни дечаци       |
| 1976.  | Звезда је рођена    |
| 1977.  | Девојка за збогом   |
| 1978.  | Рај може да чека    |
| 1979.  | Четири мангупа      |

### 1980-e
| Година | Добитници                                                                                            |
| ------ | --- |
| 1980.  | Рударева кћи                                                                                         |
| 1980.  | Има ли пилота у авиону? · Слава · Идолотворац · Мелвин и Хауард                                      |
| 1981.  | Артур                                                                                                |
| 1981.  | Четири годишња доба · Центи с неба · Пасји синови · Радно одело                                      |
| 1982.  | Тутси                                                                                                |
| 1982.  | Најбољи мали куплерај у Тексасу · Ресторан · Моја омиљена година · Виктор, Викторија                 |
| 1983.  | Јентл                                                                                                |
| 1983.  | Велика језа · Флешденс · Коло среће · Зелиг                                                          |
| 1984.  | Лов на зелени дијамант                                                                               |
| 1984.  | Полицајац са Беверли Хилса · Истеривачи духова · Мики + Мод · Сирена                                 |
| 1985.  | Част Прицијевих                                                                                      |
| 1985.  | Повратак у будућност · Плесачи првог реда · Чаура · Пурпурна ружа Каира                              |
| 1986.  | Хана и њене сестре                                                                                   |
| 1986.  | Злочини срца · Крокодил Данди · Клошар са Беверли Хилса · Мала продавница страве · Пеги Сју се удала |
| 1987.  | Нада и слава                                                                                         |
| 1987.  | Бејби бум · Телевизијске вести · Прљави плес · Опчињена Месецом                                      |
| 1988.  | Запослена девојка                                                                                    |
| 1988.  | Велики · Риба звана Ванда · Поноћна трка · Ко је сместио зеки Роџеру                                 |
| 1989.  | Возећи госпођицу Дејзи                                                                               |
| 1989.  | Мала сирена · Ширли Валентајн · Рат Роузових · Кад је Хари срео Сали                                 |

### 1990-e
| Година | Добитници и номиновани                                                              |
| ------ | ----------------------------------------------------------------------------------- |
| 1990.  | Зелена карта                                                                        |
| 1990.  | Дик Трејси · Дух · Сам у кући · Згодна жена                                         |
| 1991.  | Лепотица и Звер                                                                     |
| 1991.  | Градски каубоји · Комитментси · Краљ рибара · Врели дани у Алабами                  |
| 1992.  | Играч                                                                               |
| 1992.  | Чаробни април · Аладин · Медени месец у Вегасу · Сестре у акцији                    |
| 1993.  | Госпођа Даутфајер                                                                   |
| 1993.  | Дејв · Много буке ни око чега · Бесани у Сијетлу · Плесом до љубави                 |
| 1994.  | Краљ лавова                                                                         |
| 1994.  | Авантуре Присиле, краљице пустиње · Ед Вуд · Четири венчања и сахрана · Висока мода |
| 1995.  | Бејб                                                                                |
| 1995.  | Амерички председник · Ухвати Шортија · Сабрина · Прича о играчкама                  |
| 1996.  | Евита                                                                               |
| 1996.  | Кавез · Свако каже волим те · Фарго · Џери Магвајер                                 |
| 1997.  | Добро да боље не може бити                                                          |
| 1997.  | До голе коже · Људи у црном · Венчање мог најбољег друга · Ратом против истине      |
| 1998.  | Заљубљени Шекспир                                                                   |
| 1998.  | Булворт · Маска Зороа · Печ Адамс · Још увек луди · Има нешто у вези Мери           |
| 1999.  | Прича о играчкама 2                                                                 |
| 1999.  | Мафијаш на терапији · Бити Џон Малкович · Човек на Месецу · Ја у љубав верујем      |

### 2000-е
| Година | Добитници и номиновани                                                             |
| ------ | ---------------------------------------------------------------------------------- |
| 2000.  | Корак до славе                                                                     |
| 2000.  | Најлепши пас на изложби · Кокошке у бекству · Чоколада · О, брате, где си?         |
| 2001.  | Мулен руж!                                                                         |
| 2001.  | Дневник Бриџит Џоунс · Госфорд Парк · Правна плавуша · Шрек                        |
| 2002.  | Чикаго                                                                             |
| 2002.  | Све о дечаку · Адаптација · Моја велика мрсна православна свадба · Николас Никлби  |
| 2003.  | Изгубљени у преводу                                                                |
| 2003.  | Играј као Бекам · Крупна риба · Потрага за Немом · У ствари љубав                  |
| 2004.  | Странпутице                                                                        |
| 2004.  | Вечни сјај беспрекорног ума · Невиђени · Фантом из опере · Реј                     |
| 2005.  | Ход по ивици                                                                       |
| 2005.  | Госпођа Хендерсон вам представља · Продуценти · Гордост и предрасуде · Лигња и кит |
| 2006.  | Девојке из снова                                                                   |
| 2006.  | Борат · Ђаво носи Праду · Мала мис Саншајн · Хвала што пушите                      |
| 2007.  | Свини Тод: Паклени берберин из улице Флит                                          |
| 2007.  | Битлси: Преко универзума · Рат Чарлија Вилсона · Лак за косу · Џуно                |
| 2008.  | Љубав у Барселони                                                                  |
| 2008.  | Спалити након читања · Безбрижна Попи · У Брижу · Мама мија!                       |
| 2009.  | Мамурлук у Вегасу                                                                  |
| 2009.  | 500 дана лета · Компликовано је · Џули и Џулија · Девет                            |

### 2010-е
| Година | Добитници и номиновани                                                                            |
| ------ | ------------------------------------------------------------------------------------------------- |
| 2010.  | Клинци су у реду                                                                                  |
| 2010.  | Алиса у земљи чуда · Бурлеска · Ред · Туриста                                                     |
| 2011.  | Уметник                                                                                           |
| 2011.  | 50/50 · Деверуше · Поноћ у Паризу · Моја недеља са Мерилин                                        |
| 2012.  | Јадници                                                                                           |
| 2012.  | Егзотични хотел Мариголд · Краљевство излазећег месеца · Лов на лососе у Јемену · У добру и у злу |
| 2013.  | Америчка превара                                                                                  |
| 2013.  | Она · У глави Луина Дејвиса · Небраска · Вук са Вол Стрита                                        |
| 2014.  | Гранд Будапест хотел                                                                              |
| 2014.  | Човек Птица · Зачарана шума · Понос · Свети Винсент                                               |
| 2015.  | Марсовац: Спасилачка мисија                                                                       |
| 2015.  | Опклада века · Џој · Шпијуни · Хаос у најави                                                      |
| 2016.  | Ла ла ленд                                                                                        |
| 2016.  | Жене 20. века · Дедпул · Неславно славна Флоренс · Улица Синг                                     |
| 2017.  | Бубамара                                                                                          |
| 2017.  | Катастрофални уметник · Бежи · Величанствени шоумен · Ја, Тоња                                    |
| 2018.  | Зелена књига                                                                                      |
| 2018.  | Сулудо богати Азијати · Миљеница · Мери Попинс се враћа · Човек из сенке                          |
| 2019.  | Било једном у Холивуду                                                                            |
| 2019.  | Зовем се Долемајт · Зец Џоџо · Нож у леђа · Рокетмен                                              |

### 2020-е
| Година | Добитници и номиновани                                               |
| ------ | -------------------------------------------------------------------- |
| 2020.  | Борат: Накнадни филм                                                 |
| 2020.  | Хамилтон · Музика · Палм Спрингс · Матура                            |
| 2021.  | Прича са западне стране                                              |
| 2021.  | Сирано · Не гледај горе · Пица од сладића · Тик, Тик... Бум!         |
| 2022.  | Духови острва                                                        |
| 2022.  | Вавилон · Све у исто време · Нож у леђа: Стаклени лук · Троугао туге |
| 2023.  | Јадна створења                                                       |
| 2023.  | Air · Америчка фикција · Барби · Бартонова академија · Мај децембар  |
| 2024.  | Емилија Перез                                                        |
| 2024.  | Анора · Ривали · Истински бол · Супстанца · Злица                    |